# Абсдорф
Абсдорф (нім. Absdorf) — ярмаркова комуна (нім. Marktgemeinde) в Австрії, в федеральній землі Нижня Австрія. 
Входить до складу округу Тульн. Населення становить 1773 людини (на 31 грудня 2005 року). Займає площу 15,96 км². Офіційний код  — 32101. 

## Політична ситуація
Бургомістр комуни — Зоня Мерт (СДПА) за результатами виборів 2005 року. 
Рада представників комуни (нім. Gemeinderat) складається з 19 місць. 
- СДПА займає 13 місць.
- АНП займає 6 місць.